# Éric Fouassier
Éric Fouassier (6 de octubre de 1963, Tours) es un novelista y autor de cuentos francés. Ha escrito varias novelas históricas de intriga policiaca, entre las que destaca La brigada de los misterios ocultos (Le Bureau des affaires occultes), que obtuvo el premio Maison de la Presse en 2021. También ha publicado una novela psicológica bajo el seudónimo de Yves Magne.

## Biografía
Éric Fouassier es doctor en Derecho y Farmacia, profesor universitario y miembro de la Académie nationale de pharmacie. También fue miembro del Conseil national de l'Ordre des pharmaciens durante casi veinte años.
En literatura, tras varios relatos cortos aparecidos en revistas y publicaciones colectivas, publicó su primer libro en 2005, una colección de relatos cortos titulada Entre genèse et chaos y en 2009 escribió su primera novela, Morts thématiques, que le valió el premio Plume de Glace del festival de novela negra de Serres-Chevalier en 2011. Autor ecléctico, ha alternado obras de literatura general, que escribe actualmente bajo el seudónimo de Yves Magne, con novelas policíacas y novelas históricas policíacas, que firma con su nombre.
Su novela La brigada de los misterios ocultos (Le Bureau des affaires occultes) (2021), el primer relato del inspector Valentin Verne, le valió varios premios literarios, entre ellos el de la Maison de la presse, el Griffe noire al mejor thriller histórico del año, el Lire sous les étoiles, el Osny & Clyde, el Grand Prix du livre audio Plume de Paon (categoría suspense) y el Grand Saint-Emilionnais literary (categoría suspense).

## Obra

### Serie Commandant Gaspard Cloux
- Morts thématiques (Pascal Galodé éditeurs, 2009)
- Rien qu'une belle perdue (Pascal Galodé éditeurs, 2011)

### Serie Sans peur et sans reproche
- Bayard et le crime d'Amboise (Pascal Galodé éditeurs, 2012), réédition Éditions du Masque, coll. « Masque poche », 2017 (ISBN 978-2-7024-4650-8)
- Le Piège de verre (Éditions Jean-Claude Lattès, 2017), réédition Éditions du Masque, coll. « Masque poche », 2018
- Le Disparu de l'Hôtel-Dieu (Éditions Jean-Claude Lattès, 2018), réédition Éditions du Masque, coll. « Masque poche », 2019

### Serie Les Francs Royaumes
- Par deux fois tu mourras (Éditions Jean-Claude Lattès, 2019), réédition Éditions du Masque, coll. « Masque poche », 2020
- La Fureur de Frédégonde (Éditions Jean-Claude Lattès, 2020), réédition Éditions du Masque, coll. « Masque poche », 2021

### Serie Inspector Valentin
- La brigada de los misterios ocultos (Le Bureau des affaires occultes -Éditions Albin-Michel, 2021-) -Editorial Principal de los Libros-
- El fantasma del vicario (Le Fantôme du vicaire -Éditions Albin-Michel, 2022-)  -Editorial Principal de los Libros-
- Les Nuits de la peur bleue  (Éditions Albin-Michel, 2023)
- Le Bureau des affaires occultes - tome 4 - Le Chant maléfique (Éditions Albin-Michel, 2024)

### Otras novelas
- Le Traducteur (Pascal Galodé éditeurs, 2010)
- L’Effet Nocebo (Pascal Galodé éditeurs, 2014)

### Novelas firmadas como Yves Magne
- Et puis le silence (Éditions Jean-Claude Lattès, 2017)

### Colecciones de cuentos
- Entre genèse et chaos (éditions Editinter, 2005)
- Petits désordres familiers (éditions D'un Noir Si Bleu, 2008)
- Les Teignes (éditions D'un Noir Si Bleu, 2010)